# Майорга
Майорга (ісп. Mayorga) — муніципалітет в Іспанії, у складі автономної спільноти Кастилія-і-Леон, у провінції Вальядолід. Населення — 1963 особи (2010).
Муніципалітет розташований на відстані близько 230 км на північний захід від Мадрида, 75 км на північний захід від Вальядоліда.
На території муніципалітету розташовані такі населені пункти: (дані про населення за 2010 рік)
- Майорга: 1963 особи
- Сан-Льйоренте: 0 осіб
- Вільялоган: 0 осіб

## Демографія
Динаміка населення (INE ):

## Галерея зображень

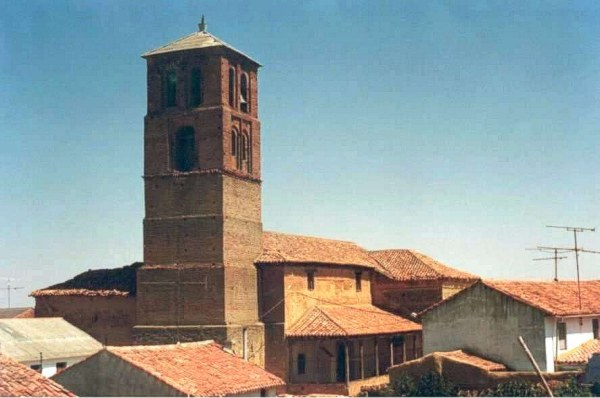
Церква Санта-Марія-де-Арбас